# Driver (serie)
Driver es una serie de videojuegos de acción y conducción desarrollada por Reflections Interactive (ahora Ubisoft Reflections), publicada originalmente por GT Interactive y posteriormente por Atari. La serie comenzó en 1999 y en la actualidad se han lanzado cinco juegos principales y dos spin-off. La serie ha vendido más de 16 millones de copias en todo el mundo.

## Entregas
| Título                 | Disponibilidad       | Disponibilidad    | Disponibilidad   | Disponibilidad | Año  |
| ---------------------- | -------------------- | ----------------- | ---------------- | -------------- | ---- |
| Título                 | Sony                 | Microsoft         | Nintendo         | Apple          | Año  |
| Driver                 | PlayStation          | Windows           | Game Boy Color   | Macintosh, iOS | 1999 |
| Driver 2               | PlayStation          | Ninguno           | Game Boy Advance | Ninguno        | 2000 |
| Driver 3               | PlayStation 2        | Xbox, Windows     | Game Boy Advance | Ninguno        | 2004 |
| Driver: Parallel Lines | PlayStation 2        | Xbox, Windows     | Wii              | Ninguno        | 2006 |
| Driver 76              | PlayStation Portable | Ninguno           | Ninguno          | Ninguno        | 2007 |
| Driver: San Francisco  | PlayStation 3        | Xbox 360, Windows | Wii              | Mac OS X       | 2011 |
| Driver: Renegade       | Ninguno              | Ninguno           | 3DS              | Ninguno        | 2011 |

### Serie principal

#### Driver
El primer juego de la serie fue lanzado para PlayStation el 30 de junio de 1999 en Estados Unidos. Más tarde fue lanzado para Game Boy Color en mayo de 2000, PC en septiembre de 2000, Mac en diciembre de 2000 e iOS en diciembre de 2009. En el juego, el jugador controla a un expiloto convertido en detective de policía encubierto llamado John Tanner. Presentaba una historia inspirada en películas de persecuciones de coches de los 70 como Bullitt (1968 # y el controlador # 1978 # y en cuatro ciudades reales: Miami, San Francisco, Los Ángeles y Nueva York. Fue el videojuego más vendido de la serie Driver y una evolución de la libertad que se tenía en una ciudad como se produjo en los primeros juegos de "Grand Theft Auto".

#### Driver 2
La segunda entrega de la serie Driver fue lanzado para PlayStation el 13 de noviembre de 2000 en Estados Unidos por Infogrames, conocida como Atari y posteriormente lanzado a Game Boy Advance en 2002. Una vez más, aparece al detective John Tanner junto con un nuevo compañero, el detective Tobias Jones, en cuatro ciudades Chicago, La Habana, Las Vegas y Río de Janeiro. Fue el primer juego de la serie en tener multijugador, calles curvas y la capacidad de bajarse del coche para robar cualquier otro coche en la calle.

#### Driv3r
La tercera entrega de la serie Driver, la primera en recibir una calificación M de la ESRB (las dos primeras fueron calificados T), fue lanzada para la PlayStation 2 el 5 de abril de 2004, en Xbox el 15 de junio de 2004 en los Estados Unidos y posteriormente se lanzaron versiones para PC y Game Boy Advance. El juego presentaba nuevas características como la capacidad de utilizar armas de fuego. La historia tiene lugar en Miami, Niza y Estambul. El juego tuvo buenas ventas a pesar de las malas críticas que recibió.

#### Driver: Parallel Lines
Es la cuarta entrega de la serie Driver, que fue lanzada para PlayStation 2 y Xbox el 14 de marzo de 2006 y en junio de 2007 para PC y Wii. Es el videojuego más violento de la serie, el primero de ellos en recibir una calificación de 18 en el Reino Unido. La intención de Parallel Lines es el de regresar a las raíces de la serie, centrándose más en la conducción.
El juego es diferente en gran medida de sus predecesores ya que la historia ya no sigue al policía encubierto Tanner y tiene lugar en una única ubicación, la ciudad de Nueva York. El nombre del personaje principal es TK, un criminal y no un policía. El juego incluye dos períodos de tiempo, 1978 y 2006, cuando el personaje principal es condenado a 28 años de prisión y vuelve en 2006. El juego recibió muy buenas críticas, pero a diferencia de Driv3r, no tuvo buenas ventas.

#### Driver 76
Driver 76 es el primer spin-off de la serie Driver y es un juego exclusivo de PlayStation Portable. La historia se establece en la ciudad de Nueva York en 1976, dos años antes de los acontecimientos de la primera mitad de Driver: Parallel Lines, el jugador toma el papel de Ray, amigo de los conocimientos tradicionales y un personaje de líneas paralelas. El juego fue desarrollado por Sumo Digital y Reflections y fue el primer juego Driver publicado por Ubisoft después de adquirir los derechos de la serie y el estudio creador de la saga Reflections. Fue lanzado el 11 de mayo de 2007.

#### Driver: San Francisco
Es la quinta entrega de la serie Driver, que fue lanzada para PlayStation 3, Xbox 360 y Wii el 2 de septiembre de 2011 en Europa y el 6 de septiembre de 2011 en Estados Unidos. Posteriormente se lanzó la versión de Microsoft Windows el 27 de septiembre de 2011. El juego fue presentado en el E3 del 2010. El protagonista vuelve a ser Tanner y su compañero Tobias Jones y la historia transcurre después de que Tanner haya sufrido un accidente que le deja en coma. En la versión de Wii la historia es una precuela del Driver original. Además es el primer juego de la serie que incorpora vehículos con licencia oficial e incorpora el modo shift con el que se puede cambiar de coche en cualquier momento.

#### Driver: Renegade 3D
Es el segundo spin-off de la saga y exclusivo para Nintendo 3DS. La historia de Driver: Renegade 3D tiene lugar entre el Driver original y Driver 2 en la que John Tanner trata de derribar las turbas de delincuencia de la ciudad de Nueva York con sus propias manos.

## Novelas
Driver: Nemesis, una novela escrita por Alex Sharp, se publicó en 2010 para coincidir con el lanzamiento de Driver: San Francisco. La novela es una secuela de Driver 2 y una precuela de los eventos de Driver: San Francisco, que tiene lugar en algún momento antes del Huracán Katrina. La historia sigue La infiltración encubierta de John Tanner en una red de delincuencia en Nueva Orleans. Cuenta con varios personajes de los dos primeros juegos y proporciona una historia de fondo adicional para la vida de Tanner antes de convertirse en miembro de la policía.

## Juegos relacionados
Driver: Vegas  (lanzado en 2005) y  Driver: LA Undercover  (lanzado en 2007) son dos juegos para dispositivos móviles con John Tanner. Vegas presenta sus hazañas en  Las Vegas en un intento de vengarse de Charles Jericho después de Driv3r, mientras que LA Undercover, establece dos años más tarde, presenta las hazañas de Tanner en Los Ángeles para acabar con la mafia de Los Ángeles al abrirse camino por la escalera.

### C.O.P. The Recruit
El 3 de noviembre de 2009, Ubisoft lanzó C.O.P. The Recruit para Nintendo DS. Originalmente se registró con numerosos nombres, uno de los cuales es "Driver: The Recruit".

### Watch Dogs
El motor de Interrupción para Watch Dogs fue originalmente diseñado para un juego diferente enfocado en la conducción, potencialmente en la franquicia Driver.
El personal de Ubisoft Reflections que había trabajado anteriormente en  Driver: San Francisco  y  Driver: Parallel Lines ', estaba trabajando con Ubisoft Montreal en el desarrollo de' 'Watch Dogs .

## Adaptación cinematográfica
En febrero de 2002, Impact Pictures, el equipo de producción de Paul WS Anderson y Jeremy Bolt, anunció que había adquirido los derechos de la película y la televisión para adaptar el videojuego de Atari Driver. Los guionistas James DeMonaco, Todd Jason Harthan y James Roday estaban desarrollando un guion en ese momento. Impact Pictures originalmente tenía la intención de producir la película  Driver  para coincidir con el lanzamiento del videojuego Driver 3. El siguiente noviembre, Impact Pictures anunció sus planes para producir una adaptación de $ 50 millones de  Driver  después de cerrar la fotografía principal en  Resident Evil: Apocalypse . En abril de 2006, Rogue Pictures adquirió los derechos de "Driver" de Impact Pictures y Constantin Films, la producción Empresas responsables de la franquicia cinematográfica Resident Evil. Roger Avary reemplazó a los guionistas originales al escribir el guion de Driver, así como a la dirección de la película.
Antes de enero de 2007, Driver, con un presupuesto de $ 48 millones, estaba programado para rodar en el lote MT28 de Cinespace Studios en  Toronto, Ontario, Canadá. Debido a un proyecto de revitalización del litoral, el estudio se vio obligado a mudarse y la película se suspendió. En mayo de 2009, el guion de la película se filtró en Internet.